# Данилов, Александр Иванович
Алекса́ндр Ива́нович Дани́лов (24 февраля [8 марта] 1916 или 25 февраля 1916, Доброе, Липецкий уезд, Тамбовская губерния, Российская империя — 27 ноября 1980, Москва) — советский историк, министр просвещения РСФСР (1967—1980).
Доктор исторических наук (1958), профессор, завкафедрой МГУ. Действительный член АПН СССР (1967). Ректор Томского государственного университета имени В. В. Куйбышева (1961—1967).
Заслуженный деятель науки РСФСР (1966). Создатель томской историографической школы.

## Биография
Родился в селе Доброе (ныне Добровского района Липецкой области) в семье учителей.
Окончил Уваровское педагогическое училище (1934) и заочное отделение исторического факультета Тамбовского педагогического института (1936). Работал учителем в Уваровской средней школе. С 1940 года аспирант МИФЛИ.
Участник Великой Отечественной войны, в августе 1941 года призван в Красную армию, рядовой-стрелок. Получил направление в Институт иностранных языков Красной армии. С декабря 1941 по июль 1946 года был военным переводчиком, в боевых действиях не участвовал.
В 1946 году восстановился в аспирантуре и в 1947 году под руководством А. И. Неусыхина защитил диссертацию «Основные черты иммунитета и фогства на церковных землях в Германии X—XII в.» на соискание учёной степени кандидата исторических наук.
C 1947 по 1967 годы (с перерывом) работал в Томске. В 1958—1961 годах работал на отделении истории историко-филологического факультета Казанского государственного университета им. В. И. Ульянова—Ленина: в 1958—1959 годах доцент, в 1959—1961 годах — профессор.
В 1958 году защитил диссертацию «Проблемы аграрной истории раннего Средневековья в немецкой историографии конца XIX — начала XX вв.» на соискание учёной степени доктора исторических наук.
С 1961 по 1967 год — ректор Томского государственного университета имени В. В. Куйбышева. С 1967 по 1980 год — министр просвещения РСФСР. С 1973 года — ответственный редактор сборника «Средние века», заведующий кафедрой истории средних веков МГУ.

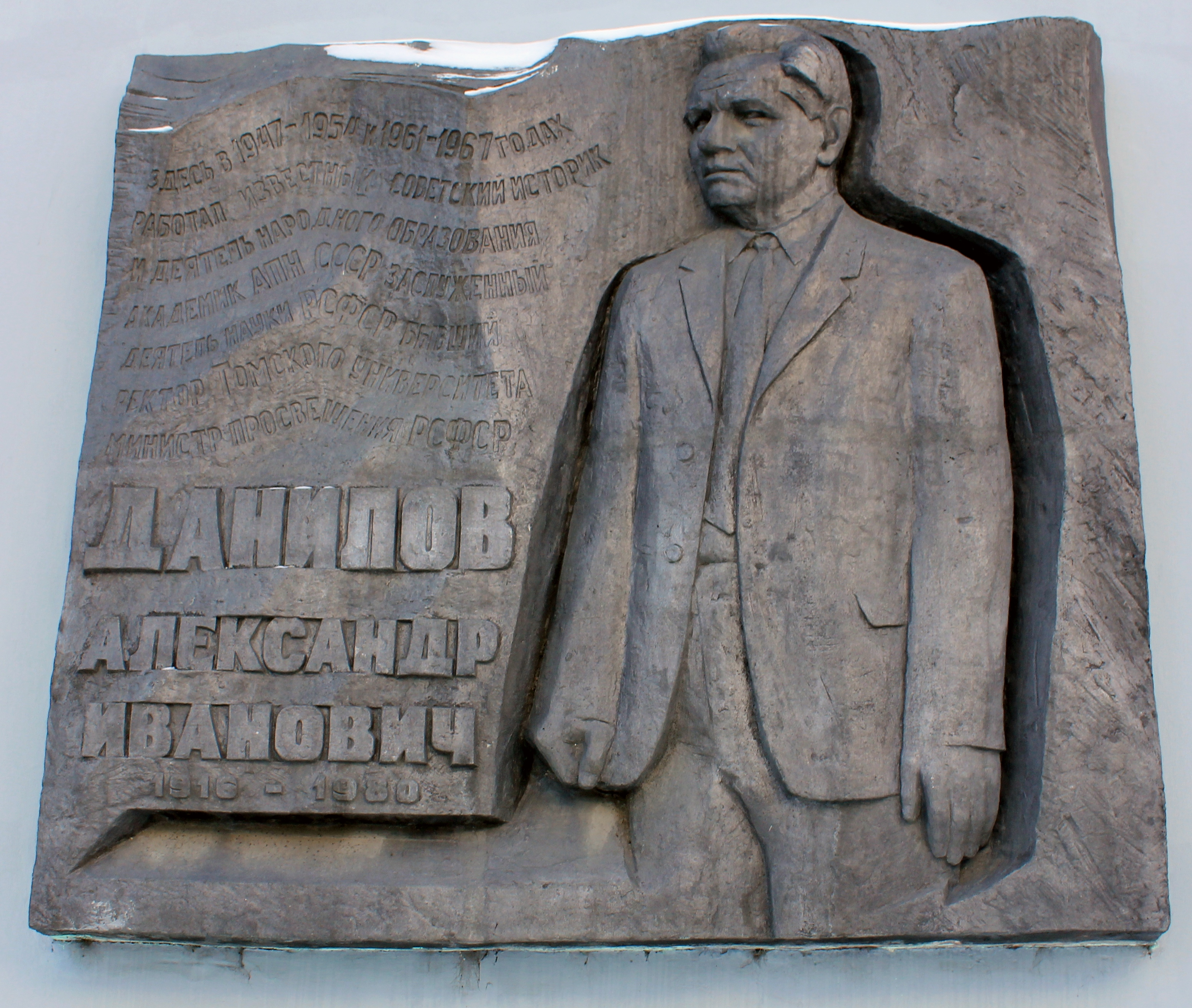
Мемориальная доска, Томский государственный университет

Могила А. И. Данилова на Новодевичьем кладбище

Похоронен на Новодевичьем кладбище.

## Научная деятельность
Наряду с конкретно-историческими исследованиями, А. И. Данилов уделял особое внимание историографии всеобщей истории. В исследовании «Проблемы аграрной истории раннего средневековья в немецкой историографии конца XIX — начала XX в.» (М., 1957) на обширном материале раскрыл теоретические основы, социальную сущность и идейную направленность основных концепций аграрной истории раннего Средневековья в немецкой историографии. Кроме того, Данилов обращался к углублённому изучению методологии истории. Впервые в практике советского высшего образования начал систематическое чтение курса по методологии истории, вёл цикл специальных курсов и специальных семинаров по историографии всеобщей истории. Среди его студентов и учеников были В. А. Гавриличев, В. В. Иванов, Г. К. Садретдинов, Н. И. Смоленский и И. И. Шарифжанов. В 1963 году Данилов организовал выпуск сборника «Методологичекие и историо-графические вопросы исторической науки» и являлся ответственным редактором.
Неоднократно участвовал в идеологических кампаниях и проработках, в том числе и по собственной инициативе. Так, в 1969 году был инициатором кампании против составителей сборника «Проблемы генезиса феодализма»[уточнить], результатом чего стало увольнение А. Я. Гуревича (автора неортодоксальной книги «Проблемы генезиса феодализма в Западной Европе») из Института философии АН СССР.
Как отмечает Владимир Рыжковский: «Демонстрируя собственную ортодоксальность на историографической ниве, Данилов громко заявлял о себе как о региональном лидере, претендующем на некоторый еще не занятый сегмент интеллектуального поля, к тому же сегмент идеологически важный. Вскоре выпестованная Даниловым историографическая школа, заметно опередив аналогичные процессы в центре, начнет заниматься исследованиями, критикующими буржуазную историографию. При этом разработанная Даниловым программа не была повторением московских задов, но демонстрировала значительный градус интеллектуального отклонения, только не в сторону большей свободы и открытости, но в сторону ортодоксального ригоризма».

## Награды
- Орден Ленина (1976)
- Орден Октябрьской Революции (1971)
- Орден Отечественной войны II степени (1944)[5]
- Орден Трудового Красного Знамени (1961)
- Орден Красной Звезды (1943)
- Медаль «За боевые заслуги» (1943)[6]

## Основные работы
Книги
- Проблемы аграрной истории раннего средневековья в немецкой историографии конца XIX — начала XX в. Издательство АН СССР, M., 1958, 368 с.
  - Сказкин С. Д., Барг М. А. [Рец. на кн.] А. И. Данилов. Проблемы аграрной истории … // Средние века. 1959. Вып. 16. С. 136—148.

Статьи
- К вопросу эволюции фоггства как одной из форм права феодальной собственности // Труды Томского университета. 1948. т. 103;
- Немецкая деревня второй половины VIII — начала IX вв. в нижнем течении Неккара // Средние века. 1956. Вып. 8:
- К вопросу о роли светской вотчины в эпоху генезиса феодализма // Средние века, 1958. Вып. 12;
- Историческое событие и историческая наука // Средние века. 1980. Вып. 43.